# Cronologia istorică a Clujului

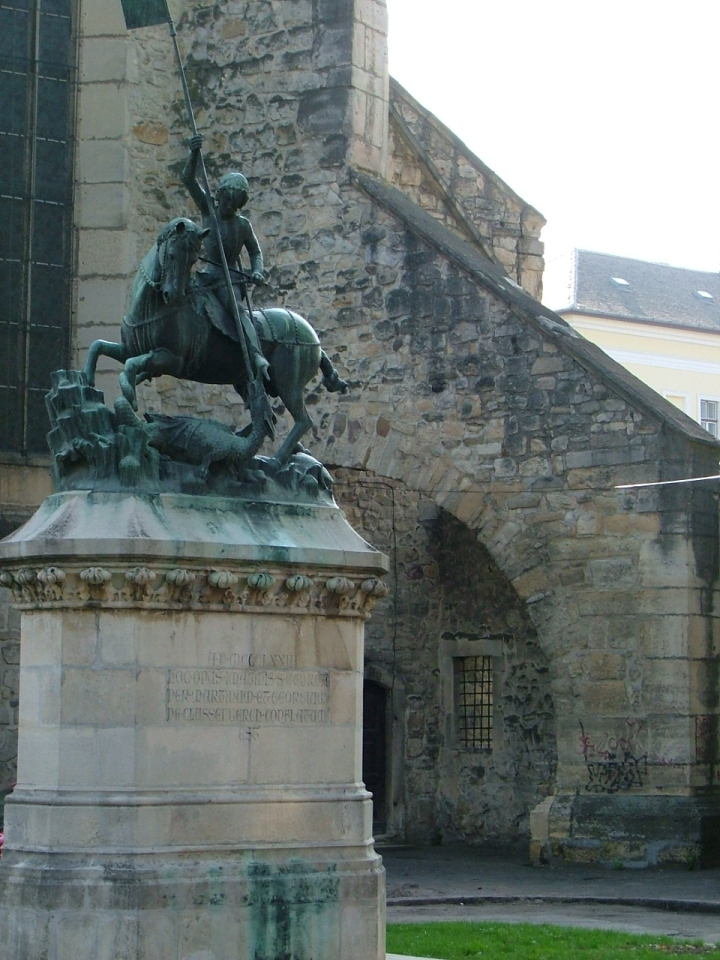
Statuia Sfântului Gheorghe din fața Bisericii Reformate. Originalul, realizat de meșterii clujeni Martin și Gheorghe, se află la Praga

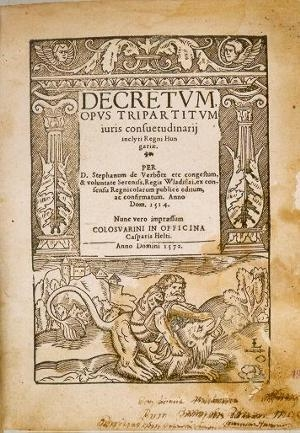
Una din tipăriturile lui Gáspár Heltai (1570)

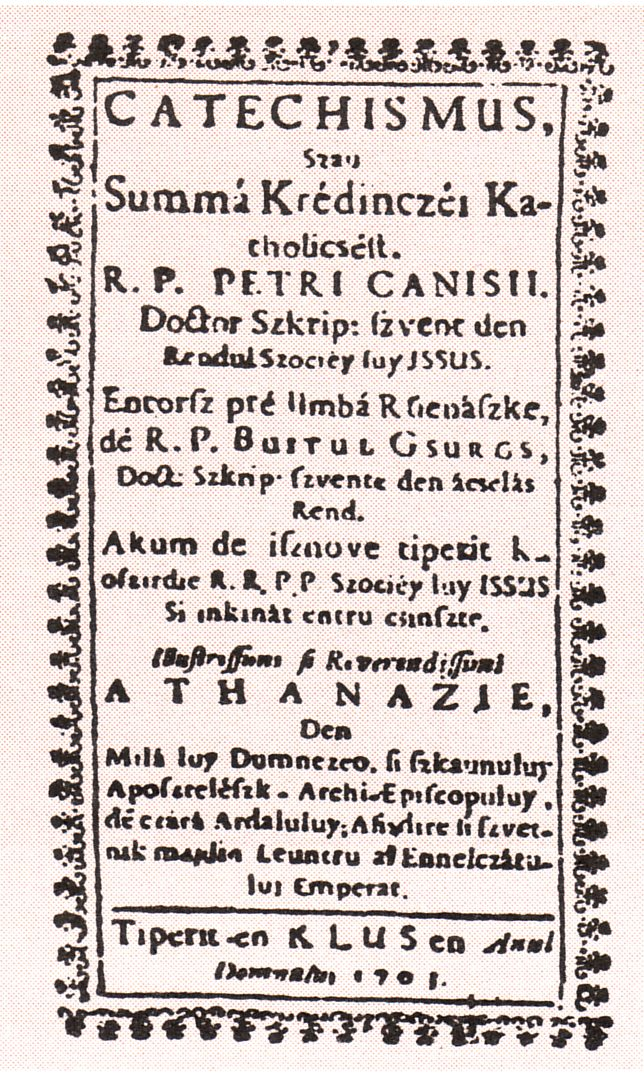
Catehismul lui George Buitul, ediția a doua. Prima carte tipărită în limba română cu alfabet latin (1703)

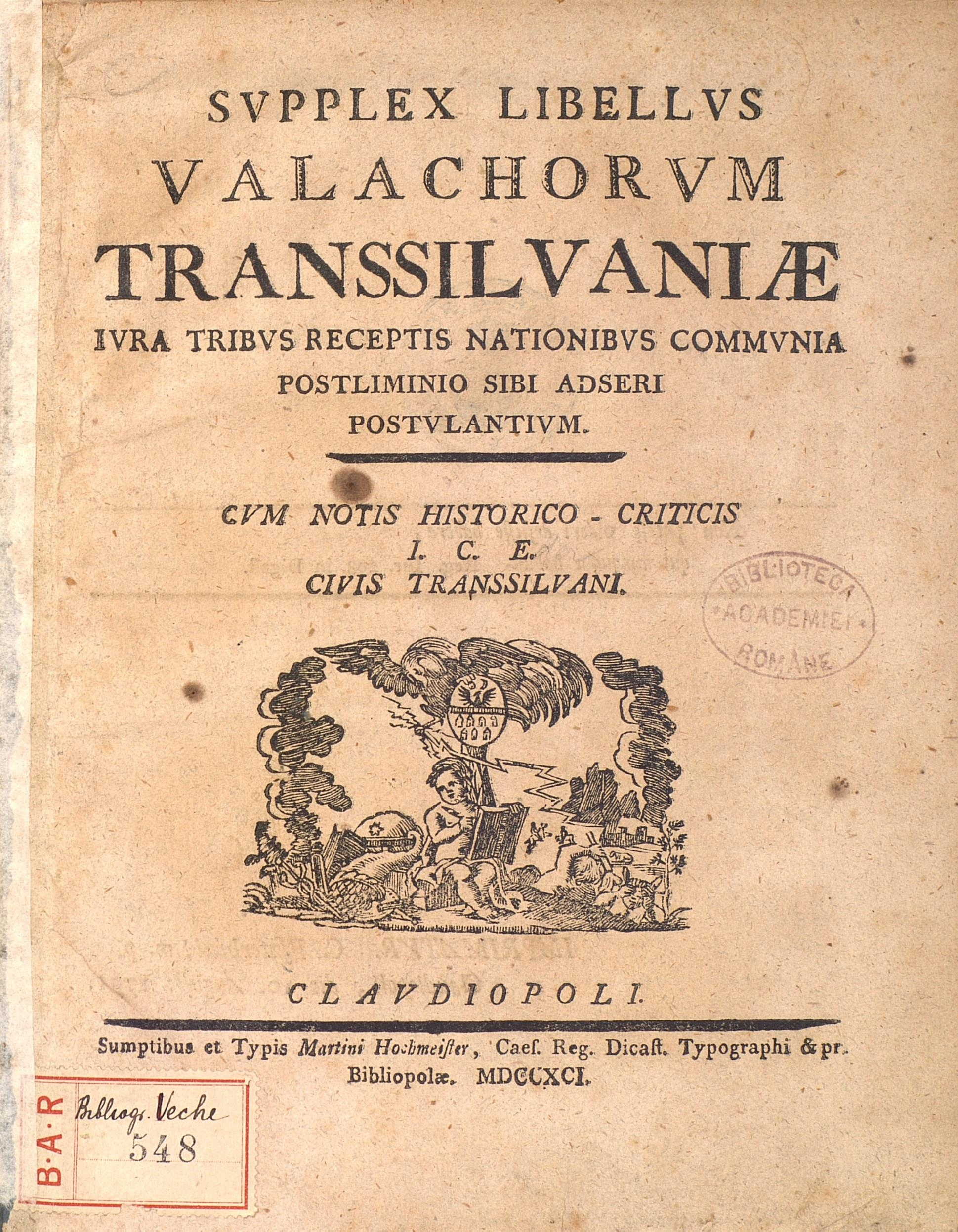
Prima pagină a Supplexului, petiția românilor transilvăneni (1791)

- 0108 - Localitatea Napoca apare menționată pe miliarul de la Aiton
- 0124 - Este fondat Municipium Aelium Hadrianum Napoca de către administrația romană din Dacia
- 0170 - Împăratul Marcus Aurelius ridică municipiul Napoca la rang de colonia
- 0271 - Retragerea aureliană, după care viața urbană se stinge treptat
- 1143 - Începe procesul de colonizare a sașilor, de care se leagă noul avânt al regiunii
- 1167 - Clujul este atestat documentar pentru prima dată, sub denumirea Castrum Clus
- 1173 - Este atestată documentar mănăstirea benedictină de la Cluj-Mănăștur și este pomenit Thomas, comes Clusiensis
- 1241 - Clujul este distrus în timpul invaziei tătaro-mongole, cetatea Clujului fiind refăcută în a doua jumătate a secolului al XIII-lea pe malul drept al Someșului Mic în zona de acum a Pieții Muzeului
- 1270-1272 - Regele Ștefan V dăruiește Clujul Episcopiei Catolice de Alba Iulia
- 1275 - Apare atestat „satul cetății Cluj” - villa Cluswar-Clausenburg (în actuala zonă a Pieței Muzeului)
- 1316, 19 august - Regele Carol Robert acordă Clujului statutul de oraș și-l scoate din posesiunea Episcopiei Catolice de Alba Iulia
- 1349 - Se demarează ridicarea Bisericii „Sfântul Mihail”
- 1366 - Clujenii se răscoală împotriva mănăstirii de la Cluj-Mănăștur
- 1373 - Frații Gheorghe și Martin din Cluj, fii ai pictorului Nicolae, sculptează statuia „Sfântul Gheorghe omorând balaurul”. În 1904 o copie a statuii a fost amplasată în Cluj.
- 1404 - Sigismund de Luxemburg scutește negustorii din Cluj de sub vame
- 1405 - Sigismund de Luxemburg acordă Clujului dreptul de oraș liber regesc. În acest fel orașul capătă dreptul de a se împrejmui cu ziduri și bastioane.
- 1409 - Prima atestare documentară a învățământului public (școala orășenească) în Cluj - "Caspar notarius et rector scholarum". În cetatea Clujului exista și o școală confesională catolică, ele fiind însă mai vechi (cca. sec. XIV).
- 1437 - Clujenii fraternizează cu răsculații, pe perioada răscoalei de la Bobâlna. În același an, la Calvaria-Mănăștur a funcționat conventul care a stabilit înțelegerile cu reprezentanții țăranilor răsculați de la Bobâlna.
- 1437, 14 decembrie - Liderul răsculaților, Antal Budai, a căzut în luptă în apropierea zidurilor Bisericii Calvaria.
- 1438, 9 ianuarie - Pentru ajutorul dat răsculaților, Clujul este asediat și cucerit. Localității i se retrag privilegiile de oraș, locuitorii săi fiind declarați țărani.
- 1443 - Se naște Matia Corvinul, fiul lui Ioan de Hunedoara.
- 1470 - Regele Matia Corvinul dăruiește orașului Cluj (civitatem nostram Klwswar, in qua nati sumus) târgul Cojocna.
- 1487 - Începe ridicarea Vechii Biserici a Minoriților (franciscanilor), actuala Biserica Reformată din strada Mihail Kogălniceanu.
- 1527 - Clujul primește privilegiul de a emite monede de aur și de argint.
- 1545 - Numeroși sași încep să părăsească orașul, datorită introducerii doctrinelor unitariene.
- 1550 - Gáspár Heltai, cărturar sas din Cisnădie (Heltau), înființează o tipografie la Cluj.
- 1581, 12 mai - Este înființată prima instituție de învățământ superior din oraș, Colegiul Academic. Acesta a funcționat până în 1603 pe lângă Biserica de pe Ulița Lupilor, după care iezuiții au fost alungați din oraș, iar biserica și colegiul au rămas în paragină.
- 1585 - Este înființat Cimitirul Hajongard, după ce vechiul cimitir al orașului, din jurul Bisericii Sf. Mihail, devenise neîncăpător.
- 1591 - Prima atestare documentară a unei farmacii clujene.
- 1594 - Principele Sigismund Báthory dăruiește Clujului localitățile Jurca, Escu, Hășmaș și Ciaca
- 1601 - Orașul este devastat de un incendiu puternic
- 1601 - Ostaș de seamă al lui Mihai Viteazul, Baba Novac este ars de viu împreună cu preotul Saski
- 1609 - În cadrul Bisericii Reformate de pe Ulița Lupilor este deschisă o școală calvină, director fiind numit János Apáczai Csere
- 1614 - Consiliul clujean hotărăște înființarea unui pod permanent peste Someș.
- 1623 - Principele Gábor Bethlen permite evreilor stabilirea în Cluj, activitatea comercială și exercițiul religiei; îi scutește totodată de purtarea obișnuitului semn evreesc.
- 1660 - Locuitorii din afara zidurilor cetății Clujului sunt capturați și duși în robie la turci. Orașul trece în componența comitatului Cluj.
- 1655 - Orașul este din nou devastat de un incendiu puternic.
- 1673 - Orașul angajează primul medic oficial orășenesc (clujeanul Baranyai Pétsi András, care studiase medicina la Padova).
- 1697 - Orașul este devastat de un incendiu puternic, o mare parte din imobile fiind mistuite.
- 1698, 17 noiembrie - Curtea de la Viena restabilește Academia Claudiopolitana.
- 1703 - Academia din Cluj reeditează catehismul lui George Buitul. Iese astfel de sub tipar prima carte în limba română cu alfabet latin.
- 1709 - Clujul redobândește statutul de oraș liber regal.
- 1716 - Pe malul stâng al Someșului, pe Dealul denumit platoul cu vii, începe construcția Cetățuii, fortăreață habsburgică menită a adăposti garnizoana din Cluj.
- 1718 - 1724 - Este edificată Biserica Iezuiților, prima biserică catolică construită în Transilvania după Reformă.
- 1719 - O epidemie de ciumă lovește localitatea.
- 1719 - 1733 - Clujul adăpostește reședința guberniului Transilvaniei.
- 1724 - Începând cu acest an funcționează poșta din Cluj.
- 1728 - La Cluj-Mănăștur are loc un sinod al Bisericii Greco-Catolice.
- 1735 - Este construit „podul nemților“.
- 1738 - 1739 - O altă epidemie de ciumă devastează din nou orașul ducând la la moartea a peste 900 de persoane (20% din populația orașului). După trecerea epidemiei va fi ridicată Statuia Fecioarei Maria, în semn de recunoștință pentru ocrotirea adusă Clujului.
- 1743- 1747 - Sculptorul Johann König realizează portalul bisericii Sfântul Mihail.
- 1768 - Procesele de vrăjitoare sunt interzise.
- 1774 - Începe construcția Palatului Bánffy.
- 1775 - începe construirea noii biserici a minoriților, azi Catedrala Greco-Catolică Schimbarea la Față.
- 1776 - Colegiul Piariștilor își începe activitatea, cu patru facultăți (filosofie, chirurgie, drept și științe naturale).
- 1790 - Devine capitala Transilvaniei. Guberniul Transilvaniei se mută de la Sibiu la Cluj.
- 1791 - Dieta de la Cluj dezbate și respinge Supplex Libellus Valachorum Transsilvaniae (Petiția Valahilor din Transilvania).
- 1791 - Începe pavarea cu piatră a străzilor. Pentru impulsionarea lucrărilor, administrația va impune ca fiecare car ce intră în oraș să aducă câte un bloc de piatră pe care să îl dea orașului. Pavarea se va încheia 30 de ani mai târziu, în 1822.
- 1792 - Primul spectacol de teatru al unui ansamblu permanent.
- 1795 - Începe construirea Bisericii Ortodoxe din Deal.
- 1798 - Începe sistematizarea orașului, orice construcție nouă având nevoie de o aprobare prealabilă din partea consiliului orășenesc.
- 1800 - 1803 - Este ridicată Biserica Greco-Catolică Bob.
- 1801 - În oraș este organizată paza polițienească.
- 1801 - Este ridicat colegiul reformat pe pe Ulița Lupilor (actuala stradă Mihail Kogălniceanu).
- 1802 - Se naște matematicianul János Bolyai.
- 1816 - 1829 - Este construită biserica evanghelică.
- 1817 - 1828 - Se construiește Liceul Romano-Catolic, actualul Liceu Bathory.
- 1817 - 1831 - Este ridicat Obeliscul Carolina.
- 1820 - Începe dărâmarea oficială a turnurilor și zidurilor orașului, operațiune încheiată in 1896.
- 1821 - Își deschide porțile primul teatru clujean.
- 1827 - 247 de lămpi sunt instalate în străzile și piețele Clujului.
- 1827 - Începe amenajarea parcului public.
- 1828 - Se deschide primul Casino.
- 1829 - 1879 - Este ridicată Biserica Reformată cu două Turnuri, de pe Ulița Ungurească (actualul Bd. 21 Decembrie).
- 1830 - Datorită mai multor incendii care au mistuit orașul de-a lungul timpului, administrația orașului interzice folosirea lemnului în constructia imobilelor în interiorul orașului.
- 1832 - Orașul angajează primul "geometru" (inginer).
- 1834 - 1837 - Este construită cazarma “Sfântul Gheorghe” (din actuala Piață Ștefan cel Mare).
- 1834 - Italianul Gaetano Biasini fondează prima școală de scrimă. Ulterior el va ridica și primul hotel modern, cu cafenea.
- 1837 - 1860 - Este ridicat turnul neogotic al bisericii ”Sfântul Mihail”. Primul turn ridicat în perioada 1511-1543 a fost mistuit de un incendiu în 1697, fiind reconstruit în stil baroc în 1744. Al doilea turn a trebuit demolat însă în 1763, după ce un cutremur îl deteriorase foarte mult, aflându-se în pericol de prăbușire. Turnul neogotic cu ceas, ridicat din 1837 a rezistat și astăzi.
- 1844 - 1846 - Este reconstruită biserica Biserica Sf. Petru, pe vechea fundație
- 1845 - Este fondată prima societate de lectură studențească. Printre membrii se numără Alexandru Papiu Ilarian, Nicolae Popea, frații Hodoș, Hossu și Avram Iancu.
- 1848 - Are loc revoluția de la 1848. Se remarcă numeroși tineri, printre care și George Barițiu, Alexandru Papiu Ilarian, Avram Iancu, Aron Pumnul.
- 1853 - Pe lângă Biserica Bob este organizată o școală confesională, prima școală românească din Cluj.
- 1853 - Ferenc Veress deschide primul atelier de fotografie din oraș.
- 1856 - Se pun bazele a ceea ce ulterior va deveni Grădina Botanică Alexandru Borza.
- 1869 - Este înființat Institutul Agronomic.
- 1870 - Este inaugurată gara Cluj.

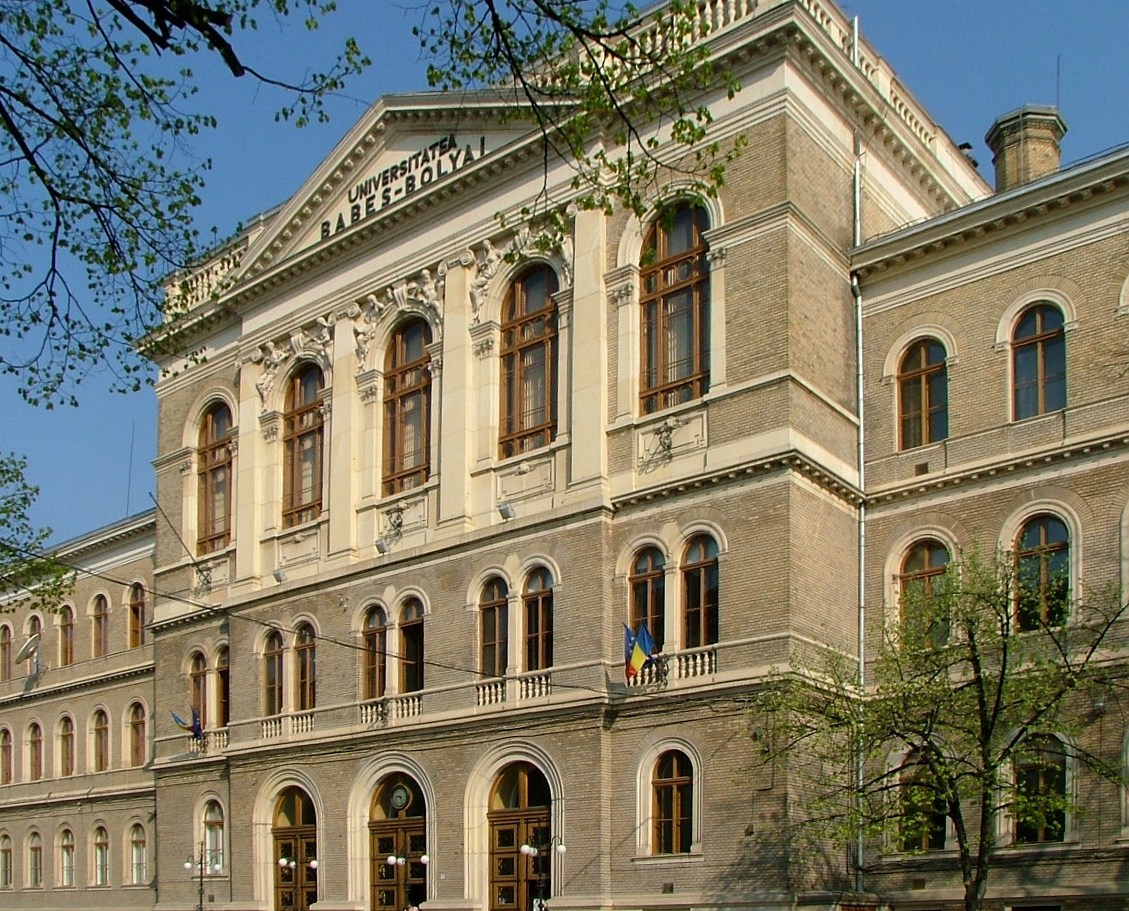
Clădirea centrală a Universității

- 1872 - Autoritățile înființează Universitatea Franz Josef din Cluj, cu predare în limbile maghiară, germană și română. Decretul de înființare a fost semnat de împăratul Franz Joseph în toate cele trei limbi, pe exemplarul român semnând „Francisc Iosifu”.
- 1872 - Spitalul Carolina este transformat în „Clinicile Universitare”.
- 1872 - Este înființată ca și instituție Biblioteca Universitară.
- 1873 - Se deschide prima grădiniță.
- 1886 - Apare prima bancă românească din Cluj, „Banca Economul”.
- 1887 - Se înființează Institutul Surdo-Muților.
- 1889 - Primul concurs de ciclism, desfășurat între Casa Învățătorilor și Dealul Feleacului.
- 1892 - Prima centrală telefonică, cu 62 de abonați.
- 1893, 28 august - Este inaugurat Tramvaiul din Cluj,
- 1894 - Are loc procesul memorandiștilor.
- 1894 - Este înființată Școala normală de fete, actualul Liceu „Nicolae Bălcescu”.
- 1895 - Ca urmare a dezvoltării, Clujul se unește cu domeniul Cluj-Mănăștur, până atunci localitate de sine stătătoare.
- 1897 - Prezentarea aparatului cinematografic - primul spectacol de film.
- 1898 - Primul aparat Röntgen.
- 1899 - Au loc primele proiecții cinematografice.
- 1900 - Se înființează Institutul Nevăzătorilor.

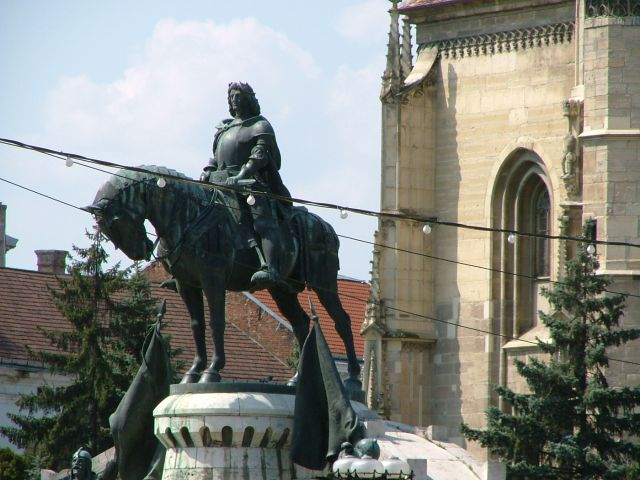
Statuia lui Matia Corvinul

- 1902, 12 octombrie - Este dezvelită Statuia lui Matia Corvinul.
- 1902, 13 octombrie - Este inaugurată clădirea centrală a Universității Franz Joseph, în prezența ministrului educației Gyula Wlassics⁠(en)[traduceți].
- 1906 - Este inagurat Teatrul Național din Cluj.
- 1906 - Este ridicată clădirea Bibliotecii Centrale Universitare din Piața Sf. Gheorghe (în prezent Piața Lucian Blaga, fostă Piața Păcii).
- 1906 - Pe străzile orașului se introduce iluminarea electrică.
- 1906 - 1907 - Se înființează primele două cinematografe din Cluj.
- 1908 - Dr. István Somodi, sportiv clujean, obține locul 2 la Olimpiada din Londra la săritura în înălțime.
- 1910 - Se deschide Palatul Urania, care conținea și cel mai luxos cinematograf al acelor vremuri.
- 1914 - 1921 - studioul de film al lui Jenő Janovics produce mai mult de 100 filme.
- 1918, 24 decembrie - Regimentele 15 Dorobanți (Piatra-Neamț) și 16 Dorobanți (Fălticeni) ale Armatei Române ocupă Clujul, în timp ce prin partea de vest a orașului se retrag ordonat trupele germane.
- 1918, 30 decembrie - Regimentul 15 Dorobanți îl primește în Cluj pe generalul Berthelot. Este dezarmată pașnic Garda Națională Maghiară, care își are comandamentul în "Tanitok Háza" (Casa Învățătorului). Puterea este preluată de Armata Română.
- 1919, 18 ianuarie - Prefectul român numit de Consiliul Dirigent al Transilvaniei, Valentin Poruțiu, se prezintă la Primăria Clujului și solicită tuturor aleșilor și funcționarilor să depună următorul jurământ "Eu N.N. jur credință și supunere M.S. Regelui României și Consiliului Dirigent Român. Voi ține legile și ordonanțele, voi apăra interesele și demnitatea statului și a cetățenilor lui. Voi păstra secretul oficial. Așa să-mi ajute Dumnezeu." Prefectul pune în vedere celor care refuză depunerea jurământului, că vor fi considerați demiși din posturile lor. Primarul Gustav Haller declară că în baza tratatului de armistițiu puterea a rămas în mâinile guvernului maghiar, căruia îi rămâne credincios. Nu recunoaște autoritatea Consiliului Dirigent de la Sibiu.
- 1919, 19 ianuarie - Primarul Gustav Haller și toți cei 138 de funcționari ai primăriei sunt considerați demiși din funcție, ca urmare a refuzului repetat de a depune jurământ de credință regelui României și Consiliului Dirigent de la Sibiu.
- 1919, 25 februarie - Consiliul Dirigent îl numește pe Iulian Pop în funcția de primar al Clujului.
- 1919 - Este inaugurată Universitatea Românească din Cluj. Universitatea maghiară din Cluj se refugiază la Seghedin.
- 1919 - Este înființată Episcopia Ortodoxă a Vadului, Feleacului și Clujului.
- 1920 - Profesorul Alexandru Borza începe crearea Grădinii Botanice moderne de la Cluj.
- 1920 - Este fondat Institutul pentru profilaxia cancerului
- 1922 - Se deschide aeroportul din Someșeni
- 1923 - 1933 - Construcția Catedralei Ortodoxe.
- 1924 - Construcția Observatorului Astronomic.
- 1926 - Județul Cojocna devine județul Cluj (interbelic).
- 1926 - Primul raliu automobilistic pe calea Feleacului.
- 1928 - Primul avion de călători aterizează la Cluj.
- 1930 - Reședința Diecezei Greco-Catolice se transferă la Cluj, de la Gherla. Tot aici sunt dispuse și Episcopia Reformată și Episcopia Unitariană.
- 1930 - Se deschide la Cluj Bursa de Mărfuri din Transilvania.
- 1935 - 1936 Este înființat Parcului Sportiv (numit Regele Carol al II-lea).
- 1937 - Clujul devine orașul de reședință al Ținutului Crișuri (denumit și Ținutul Someș)
- 1940, 20 august - Dictatul de la Viena aduce orașul din nou sub autoritatea ungară. Universitatea românească din Cluj se refugiază la Sibiu.
- 1944, 18 mai - Într-o predică ținută în Biserica Sf. Mihail episcopul romano-catolic Áron Márton ridică cuvântul împotriva măsurilor anti-evreiești, fapt care duce la expulzarea sa imediată de către autoritățile fasciste maghiare și predarea sa sub escortă către autoritățile române la frontiera din Feleac
- 1944, 25 mai - Pleacă spre lagărul de exterminare Auschwitz primul din cele șase trenuri ale morții de la Cluj.
- 1944, 5 iunie - Ghetoul din Cluj este desființat, după deportarea și exterminarea populației evreiești a orașului.
- 1944, 11 octombrie - Are loc eliberarea Clujului în al doilea război mondial, forțele armate maghiare și germane fiind respinse.
- 1945 - Administrația românească își reintră în drepturi la Cluj, pe 13 martie.
- 1946 - Se începe introducerea gazului metan.
- 1947 - Prin tratatul de la Paris, partea Transilvaniei ce fusese anexată în Regatul Maghiar cu șapte ani înainte, era din nou recunoscută ca și o parte a României.
- 1947, 30 decembrie - Începuturile României comuniste.
- 1948, 11 iunie – Are loc naționalizarea proprietăților.
- 1948, 28 octombrie - Episcopul greco-catolic Iuliu Hossu este ridicat de organele de Securitate și dus în arestul Ministerului de Interne
- 1948, 21 noiembrie - Autoritățile comuniste predau episcopului ortodox Nicolae Colan Catedrala Greco-Catolică Schimbarea la Față
- 1954 - Prima emisiune la Radio Cluj.
- 1955 - primul concert al Filarmonicii de Stat
- 1956, 12 august - În fața Bisericii Piariștilor este săvârșită liturghia duminicală greco-catolică, la care participă peste 5.000 de credincioși, în ciuda faptului că BRU fusese interzisă de autoritățile comuniste. Numeroși participanți sunt arestați, iar preotul Vasile Chindriș este condamnat la 7 ani de închisoare.
- 1956, 24 octombrie - Sub influența revoluției din Ungaria, Asociația de Studenți a Institutului de Arte Plastice își formulează revendicările în 5 puncte; în ziua următoare organizatorii sunt arestați.
- 1957 - 1960 - Are loc construcția Sălii Sporturilor.
- 1959 - Are loc fuziunea celor două universități, Universitatea Bolyai și Universitatea Babeș.
- 1959 - Pornește primul troleibus clujean.
- 1961, 15 februarie - Se prăbușește noua Sală a Sporturilor.
- 1962 - Primul bloc turn.
- 1964 - Se începe construcția cartierului Gheorgheni.
- 1966 - Se deschide din nou Sala Sporturilor.
- 1967 - Se construiește Studioul de radio.
- 1968 - Municipiul Cluj devine reședință a județului Cluj.
- 1968 - Ilona Silai, atletă a clubului sportiv CSM Cluj, obține medalia de argint la jocurile olimpice din Mexico-City, la 800 m.
- 1971 - Centrul de Calcul

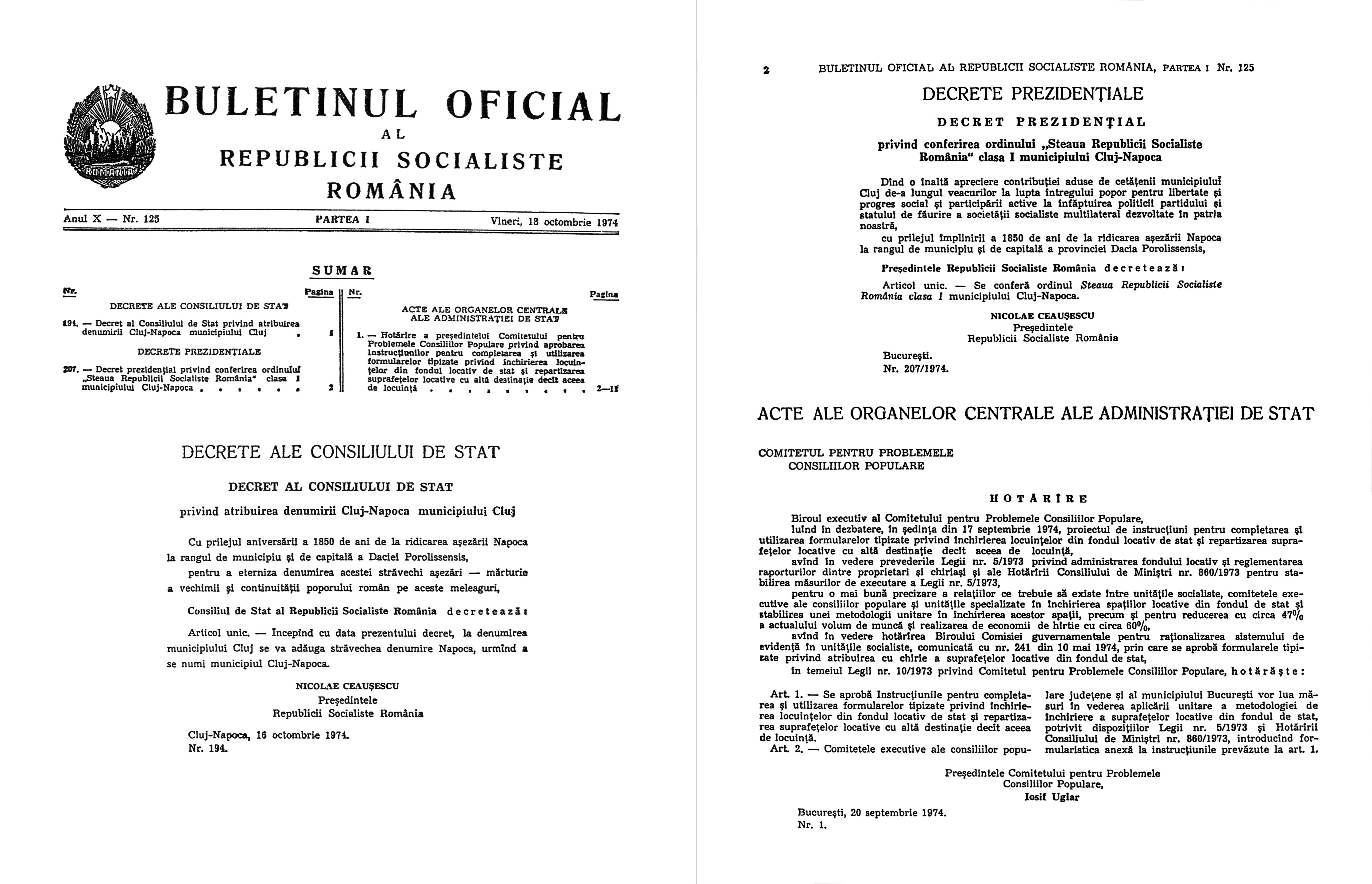
Decretele privind atribuirea denumirii Cluj-Napoca municipiului Cluj, respectiv de conferire a ordinului "Steaua RSR", neabrogate

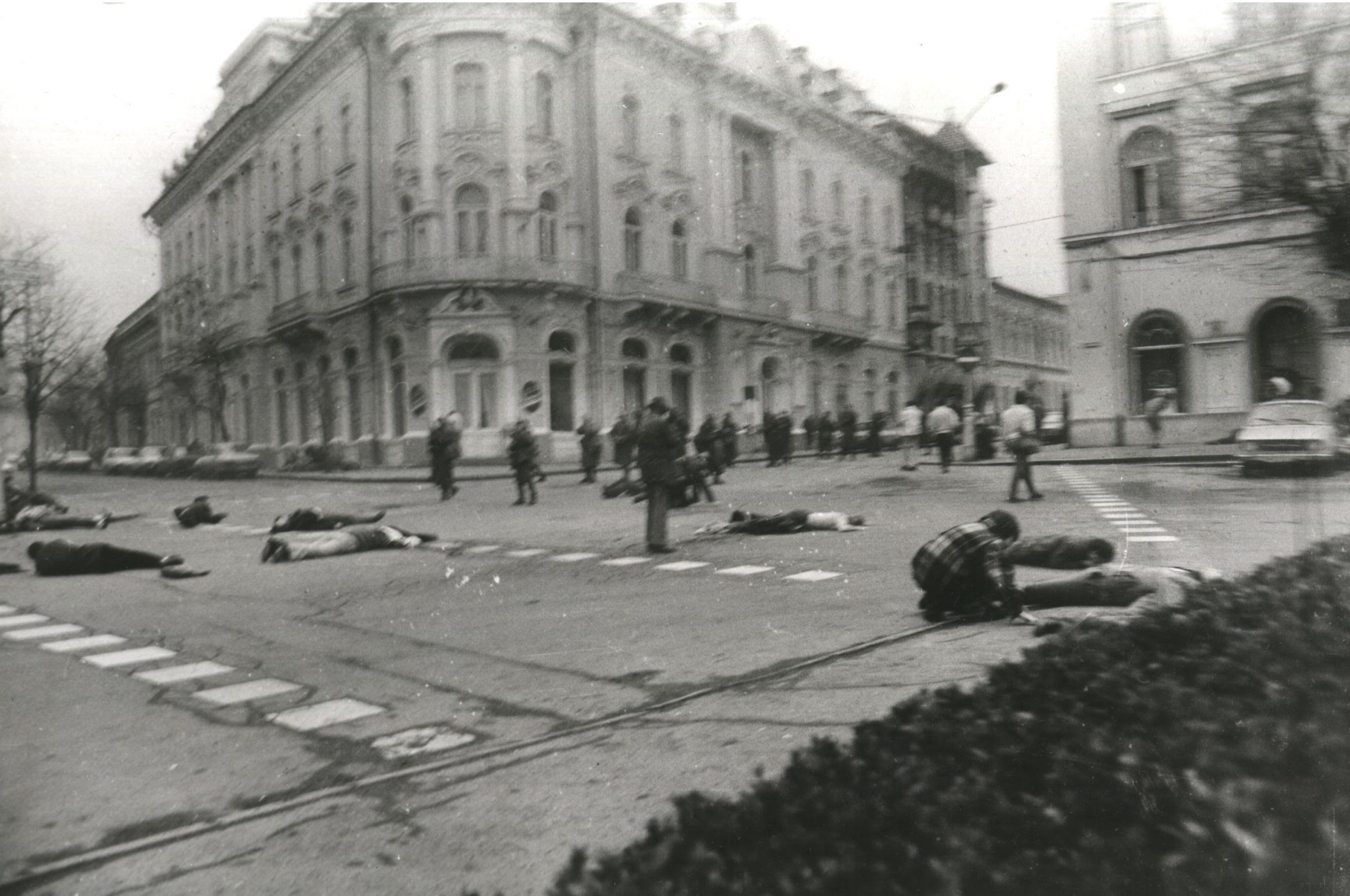
Morți și răniți în Piaţa Libertăţii din Cluj, 21 decembrie 1989

- 1971 - Primele locuințe în cartierul Mănăștur.
- 1974, 18 octombrie - Municipiului Cluj îi este atribuită denumirea de Cluj-Napoca. Totodată Nicolae Ceaușescu conferă orașului ordinul "Steaua Republicii Socialiste România" clasa I, în scopuri propagandistice.
- 1980 - 1985 - Se construiește cartierul Mărăști
- 1987 - Se amplasează linia de tramvai.
- 1989 - Revoluția anticomunistă - La Cluj au murit 11 persoane în actuala Piața Unirii, 4 în fața Hotelului Astoria și alți 3 în diferite zone ale orașului.
- 1992 - Este ales primar Gheorghe Funar, care va iniția diverse măsuri provocatoare, atât față de comunitatea maghiară, cât și față de adversarii săi politici.
- 1993 - Scandalul jocului piramidal „Caritas”.
- 1993 - Este inaugurată Statuia lui Avram Iancu, opera lui Ilie Berindei.
- 2002 - Recensământul general indică o populație totală de 318 027 locuitori, lucru care plasează Clujul pe locul 3 între cele mai mari orașe ale României.
- 2004 - Este ales primar Emil Boc (Alianța D.A. PNL-PD)
- 2006, 20 martie - Sentința finală în Dosarul Revoluției de la Cluj: fostul prim-secretar Ioachim Moga este condamnat la 8 ani de închisoare, generalul Iulian Topliceanu la 10 ani de închisoare, alți trei ofițeri la pedepse între 9 și 15 ani de închisoare.
- 2006 - Compania americană Emerson a preluat 11,5 ha din parcul industrial Tetarom II, unde va investi 75 mil. euro pentru a ridica trei unități de producție în industria electrotehnicii și un centru de cercetare.
- 2007, martie - Compania finlandeză Nokia își anunță oficial intenția de a deschide o fabrică în parcul industrial Tetarom III, din comuna Jucu. Investiția de peste 200 mil. euro va duce la crearea Nokia village, cu un număr de 15.000 locuri de muncă.
- 2008, iunie - Este reales primar Emil Boc (PD-L)
- 2008, decembrie - Emil Boc (PD-L) renunță la funcția de primar al și devine prim-ministru al României.
- 2009, 15 februarie - Este ales primar Sorin Apostu (PD-L)
- 2011, 11 noiembrie - Primarul Sorin Apostu este arestat și trimis în judecată pentru luare de mită. În data de 25 iulie 2013 a fost condamnat de 3 ani și 6 luni de închisoare.